# Leszámolás Kis-Tokióban
A Leszámolás Kis-Tokióban (Showdown in Little Tokyo) 1991-ben készült színes, amerikai akciófilm. Mark L. Lester alkotásának főszerepeit a svéd származású Dolph Lundgren és a fiatalon elhunyt Brandon Lee alakítják. Az általuk megformált figurák két különböző kultúrát és életstílust képviselnek. Lester csavart egyet a szereposztáson: a várakozásokkal ellentétben a Lundgren alakította nyomozó képviseli a keleti életfilozófiát, és a Lee által játszott detektív a nyugati szemléletet. A forgatás 1991. január 14-én kezdődött, és nem egész két hónappal később, március 8-án ért véget. A filmet számos országban megrövidítette a cenzúra. A mű éles kritikákban részesült, melyek főleg a logikai bakikat, a színészi alakítások fogyatékosságait és a sematikus megoldásokat bírálták. Ebben a filmben szinkronizálta először Jakab Csaba Dolph Lundgrent.

## A cselekmény

Rituális öngyilkosság

A helyszín Los Angeles, a főleg japán bevándorlók által lakott Kis-Tokió negyed. Este van. Tanaka úr mulatójában, a Bonsai Klubban éppen egy kemény összecsapás veszi kezdetét a ringben. A nézők lelkesen fogadnak a szerintük legesélyesebb harcosra. A szórakozást Kenner nyomozó szakítja félbe, aki a tetőablakon keresztül egy kötél segítségével villámgyorsan leereszkedik a szorítóba. A szőke óriás felelősségre vonja Tanakát az illegális rendezvény miatt, ám a tulajdonos rászabadítja az embereit. Kenner pillanatok alatt ártalmatlanná teszi őket. A lelkes közönség most már a nyomozóra köt fogadást, amikor váratlanul lövöldözés tör ki. Tanaka legveszélyesebb konkurense, Yoshida úr emberei léptek akcióba. Kenner viszonozza a tüzet, később a menekülő rosszfiúk után ered. A japánok kis híján elgázolják a nyomozót, aki az utolsó pillanatban átugrik a száguldó jármű fölött. A támadók elhajtanak. Másnap Kenner éppen Mama Yamaguchi vendéglőjében reggelizik, amikor a japán bűnözők újra megjelennek. Védelmi pénzt követelnek Yamaguchi asszonytól, akit késsel fenyegetnek. Kenner természetesen az asszony védelmére kel. Az egyik rosszfiút például a kirakatüvegen keresztül egyszerűen kihajítja az utcára. A test éppen egy öltönyös fiatalember előtt zuhan a járdára. Az ifjú rögtön a tettek mezejére lép. A helyzetet azonban rosszul méri fel, azt hiszi, Kenner az, akit ártalmatlanná kell tennie. Amikor az utca felől a menekülő japánok rájuk lőnek, a fiatalember valószínűleg már sejti, hogy a helyzet bonyolultabb, mint gondolta. Kiderül, hogy az ifjú is rendőr, Johnny Murata a neve, ráadásul ő lesz Kenner új társa. A közös munka a jelek szerint nem indul túl jól. Mindenesetre magukkal viszik a rendőrségre az egyik ártalmatlanná tett japánt. A férfi nem hajlandó megszólalni, nem felel egyetlen kérdésre sem. Kenner elveszíti a türelmét, feltépi az őrizetes ingét. A fogoly felsőtestén tetoválás látható: a japán maffia, a Jakuza jele. Kenner előtt megjelennek a múlt emlékképei, amikor gyerekként szemtanúja volt annak, hogy ugyanilyen tetoválást viselő férfiak lemészárolták a szüleit. Neki akkor sikerült az egyik gyilkost megsebeznie az arcán. Most rátámad az őrizetesre. Murata áthívja a szomszéd helyiségbe, hogy magyarázatot kérjen tőle a viselkedésére. Közben az egyedül maradt fogoly rövid előkészület után rituális öngyilkosságot követ el: kitekeri a saját nyakát. Tettét nem sikerül megakadályozni.
Tanaka úr Yoshida kezei közé került. A férfi végleg leszámol ellenfelével, aki elég ostoba volt ahhoz, hogy nem vonult vissza az üzlettől addig, amíg békében megtehette volna. Az autótemetőben a présgép könyörtelenül összelapítja Tanaka úr kocsiját a benne ülő tulajdonossal együtt. A Bonsai Klubban este zajlik az élet, senki nem sejti még, mi történt Tanakával. Angelnek, a szőke szépségnek rossz előérzetei vannak, de nincs ideje arra, hogy megossza azokat Minakóval, a klub énekesnőjével. Megjelenik ugyanis Sato, Yoshida úr bizalmi embere azzal az utasítással, hogy Angel jelenjen meg az új főnök előtt. A lány szorult helyzetbe kerül, hiszen Yoshida lejátssza neki azt a felvételt, ami bizonyítja Angel árulását. Az élelmes szépség tudja, hogyan mentheti a bőrét: ott helyben felajánlja testi szolgálatait Yoshidának. A sebhelyes arcú férfi nem utasítja el a felajánlkozást. Letépi a lány ruháját, és hátulról kíván beléhatolni. Sato közben egy különleges kábítószerrel, az úgynevezett jégkokóval kínálja a lányt. A szerelmi gyönyör tetőpontján Yoshida egy borotvaéles karddal lefejezi Angelt. Az áldozat testét másnap találják meg a nyomozók. A halottkém elárulja Kennernek, hogy a lefejezés tulajdonképpen teljesen felesleges volt, mivel a szervezetébe került kábítószertől a lány néhány perccel később egyébként is meghalt volna. A jégkokó az eddigi legveszedelmesebb kábítószer, ami azonban egyelőre még nem terjedt el az Amerikai Egyesült Államokban. Kenner és Murata nyomozni kezdenek. Első útjuk természetesen a lány volt munkahelyére, a Bonsai Klubba vezet. Megtalálják a módját annak, hogyan jussanak be a privát szórakozóhelyre, ahol egyáltalán nem szívesen látott vendégek. Ők csak itt értesülnek arról, hogy már nem Tanaka úr a tulajdonos. Minako, az énekesnő nem válaszol a kérdéseikre, nem akar bajba kerülni. Nem is kell sokat várni, hogy felforrósodjon a helyzet. Feltűnik Sato az embereivel, s megkezdődik a kemény bunyó. A két nyomozó derekasan védekezik, ám a túlerővel nem bírnak. Yoshida elé viszik őket. Kenner higgadtságra inti fiatal kollégáját, ám épp ő az, aki elveszíti a hidegvérét: Yoshida ugyanis nem más, mint szülei gyilkosa, akit ő sebzett meg annak idején az arcán. A leszámolásnak azonban még nem jött el az ideje egyik részről sem. Kenner mint zsaru egyébként sem önbíráskodhat, a jakuzáknak pedig kockázatos lenne megölni a két rendőrt, hiszen sokan látták őket a klubba belépni. Kenner és Murata szabadon távozhatnak. A fiatal nyomozó ingerülten kérdőre vonja a kollégáját, mindent tudni akar partnere viselkedésének okairól. Végül megígéri, hogy segíteni fog neki, amennyiben Kenner törvényes úton akar leszámolni Yoshidával.

Johnny Murata (Brandon Lee)

Erre van is lehetőség, hiszen a két zsaru tudja, hogy Yoshida kábítószer-forgalmazó, csupán bizonyíték kéne minderre. Figyelni kezdik őt, követik a Vörös Sárkány elnevezésű gyárhoz is. Ide hamarosan újabb autók és motorosok érkeznek. Az összejövetel célja, hogy Yoshida bevezesse a jégkokót az amerikai piacra, melynek legnagyobb terjesztői jöttek el hozzá. Az amerikaiaknak nem nagyon tetszik a Yoshida által kínált alku. Egyikőjük túlságosan modortalanul fejezi ki nemtetszését, mire a felbőszült jakuza kardot ránt, és egy csapással levágja a tiltakozó férfi egyik kézfejét. Az ellenkezés hangjai elcsitulnak. Este Yoshida virágot visz Minakónak. A lány tartózkodóan fogadja a főnökét. A férfiról azonban hamar leválik az udvariasság álcája. Magával hurcolja a lányt a házába, ahol megerőszakolja. Hogy ellenállását megtörje, megmutatja neki Angel halálának videófelvételét. Másnap Yoshida eltávozik, és egyik emberére bízza a ház és a lány őrizetét. Nem sejti, hogy a távolból Kenner és Murata figyelik az épületet. Johnny az egyik ablaknál észreveszi a lányt, amint gondosan elrendez néhány tárgyat. A keleti kultúrában járatosabb Kenner rögtön rájön, hogy Minako szeppukura (hasfelmetszés) készül, ami arra utal, hogy megbecstelenítették. Azonnal indul, hogy közbeavatkozzon. Egyesével végez Yoshida embereivel: van, amelyiknek kitekeri a nyakát, van, akit ledöf vagy lelő. Az utolsó pillanatban érkezik, hogy megakadályozza Minako öngyilkosságát. Mialatt kiviszi a lányt a házból, tűzharcba kerül a még élő jakuzákkal, de Johnny segítségével sikerül elmenekülniük. A jakuza, akire a ház őrizetét bízták, megkísérli kiengesztelni a főnökét, és bűnbánata jeléül levágja az egyik ujját. Yoshidának ennyi nem elég. Hirtelen haragjában ledöfi az emberét. Sato kérdésére azt feleli, hogy csak azzal lehet kiengesztelni őt, ha elhozzák neki a szőke zsaru fejét.
Kenner a következő nap újabb bevetésre indul. Hogy Minakót biztonságban tudja, otthagyja neki a fegyverét azzal, hogy a lány lőjön mindenre, ami mozog. Ő maga Johnnyval a jakuzák fürdője felé veszi az irányt, hogy őrizetbe vegye Yoshidát Angel halála és a jégkokó terjesztése miatt. A bűnözők azonban hiába szinte teljesen meztelenek, mégis megkísérlik az ellenállást. Egyenlőtlen küzdelem kezdődik a túlerővel szemben, s bár végül a két zsaru kerekedik felül, Yoshidának és leghűségesebb embereinek sikerül elmenekülniük. Kenner tudja, hogy most már jobb, ha ők is elrejtőznek. Partnerével és Minakóval abba a házba mennek, melyet ő épített. Johnny látja, hogy Minako és Kenner között kezd kialakulni valami, ezért inkább szállodába akar menni, hogy ne zavarjon. Kenner azonban marasztalja, hiszen van épp elég hely mindhármuknak. Murata egyébként nem tévedett. A lány és Kenner előbb csak együtt fürdenek a kerti dézsában, majd az éjszaka folyamán Minako bekéredzkedik a szőke zsaru ágyába. Nem beszélnek sokat, rövidesen szerelmeskedni kezdenek. Épphogy befejezik az enyelgést, amikor Kenner felfigyel a kertből hallatszó apró neszekre. A jakuzák jönnek. Kenner rögtön magához veszi a fegyverét, és Johnnyval együtt felveszi a harcot a támadók ellen. Nem is eredménytelenül, mégis meg kell adniuk magukat, mert a rosszfiúk foglyul ejtik a lányt.
Yoshida lassú szenvedést szán a két rendőrnek, ezért átadja őket Hagatának, a kínzások mesterének. A két férfit félmeztelenül kikötözik egy-egy hatalmas fémrácsra, melybe időnként különböző erősségű áramot vezetnek. A zsaruk ugyan üvöltenek a fájdalomtól, ám nem törnek meg. Yoshidáék távoznak, hogy a kocsijaikban, videokamerákon át figyeljék tovább a kínzást. Kennernek sikerül kiszabadítania az egyik karját, megragadja Hagatát, és teljes erővel nekinyomja őt az áram alatt lévő rácsnak. Ezután már teljesen ki tudják szabadítani magukat. A jakuzák elhajtanak. Kennerék szerencsére találnak egy ottfelejtett kocsit. Épphogy beszállnak, máris kiderül, hogy újra csapdába estek. A közelükben lévő targonca hirtelen elindul, és a hatalmas présgép alá tolja az autót, ahol Tanaka is befejezte földi pályafutását. A félig összelapított kocsi a futószalagon megindul a zúzda felé. Hőseinknek minden erejüket össze kell szedniük ahhoz, hogy kiszabaduljanak a roncsból, mielőtt az óriási fogaskerekek miszlikekre aprítanák a járművet velük együtt. A távozó bűnözők azt hiszik, a két zsaru meghalt, ők pedig egyelőre meg akarják hagyni ellenfeleiket ebben a hitben. A megfelelő felkészülés után Kenner és Johnny egy este behatolnak a Vörös Sárkány területére. Yoshida éppen ekkor ünnepelné meg a kábítószerüzlet beindulását az amerikai terjesztőkkel, ám a két zsaru hatásos érkezése láttán a kis halak felszívódnak. Mondani sem kell, hogy újabb összecsapás kezdődik, a legváltozatosabb módszerekkel. Johnnyra hárul, hogy leszámoljon Satóval, aki egy lángoló óriástartályban végzi. Yoshida menekülni próbál, s hogy egérutat nyerjen, kikötözi Minakót egy üzemanyaggal teli tartályhoz, és meggyújtja a szétlocsolt üzemanyagot. Kenner most is időben érkezik, hogy megmentse kedvesét. Murata gondjaira bízza a lányt, ő pedig Yoshida után ered. Az ellenfelek egy nagyszabású karneválon kerülnek szembe egymással. Yoshida rálő Kennerre, és megsebesíti a mellkasán. A zsaru azt indítványozza, küzdjenek meg inkább úgy, mint az igazi férfiak. Kardokkal esnek egymásnak, mindketten komoly sebeket ejtenek a másikon. Végül Kenner kerekedik felül, Yoshida teste egy forgó keréken, a tűzijáték petárdáival együtt robban darabokra, a két jó barát pedig Minakóval együtt lassan elsétál a helyszínről…

## Háttér-információk

### A főszereplők
A Leszámolás Kis-Tokióban komoly kihívást jelentett mindkét férfi főszereplő számára, nem csak fizikai kondíciójuk szempontjából. A svéd származású Dolph Lundgren ugyan már nem volt ismeretlen a forgatás idején sem, főleg a Rocky IV (1985) című filmnek köszönhetően, melyben Sylvester Stallone ellenfelét, az orosz Ivan Dragót játszotta. Mozisztár helyett azonban inkább videosztár vált belőle, akinek számos későbbi filmje el sem jutott a mozikba, eleve videokazettákon (illetve később DVD-ken) hozták őket forgalomba. Lester akciófilmje annak lehetőségét jelentette számára, hogy visszatérjen a mozivásznakra. Egy-egy sikeres mozifilmnek pedig az is velejárója, hogy a főszereplők később lényegesen több és anyagilag is előnyösebb szerződés között válogathatnak, mint bukás vagy félsiker esetén. Brandon Lee sem volt teljesen kezdő a filmvilágban. A Leszámolás Kis-Tokióban számára annak lehetőségét kínálta, hogy kitörjön apja, a szintén fiatalon elhunyt, legendás Bruce Lee árnyékából. Az 1990-es évek elején az akciófilmek világszerte nagy népszerűségnek örvendtek, ám ez együtt járt azzal, hogy Mark L. Lester filmjének igen nagy volt a konkurenciája, köztük olyan alkotások, melyek kedvezőbb feltételek mellett, nagyobb költségvetéssel készültek. Lundgren mindenesetre igen optimistán vágott neki a forgatásnak. Így nyilatkozott: „A film váza olyan, mint egy japán szamurájfilmé, olyan motívumokkal, mint a bosszú, a becsület és a család. Ezenkívül a sztoriban van humor, feszültség és romantika is.”
A munkát megkönnyítette, hogy a két főszereplő jól megértette egymást. Lee állítólag egyáltalán nem nehezményezte, hogy csak a másodhegedűsi szerep jutott neki a nagyobb – de nem „A” kategóriás – sztárnak számító Lundgren mellett. A svéd óriás kedvelte fiatal kollégáját, úgy vélte, a műfaj egyik nagy sztárja válhat belőle. Civil barátságukat valószínűleg kedvezően befolyásolta, hogy Lundgren már gyerekkorában Bruce Lee nagy tisztelője volt. A megfelelő kondíció érdekében Dolph és Brandon komoly edzéseken vett részt, melyeket a feketeöves angol karatés, Brian Fitkin irányított. (Fitkin Lundgren tanítómestere, aki tanítványát több más filmszerepre is felkészítette.) A kardozós jelenetek betanításához külön szakember érkezett Japánból. E jelenetek többségében a színészek csupán speciális kellékeket használtak, ám az egyik epizódhoz valódi kardra volt szükség. A japán szakember rendkívül hatásos módon demonstrálta az egész stáb előtt, hogy mire képes a súlyos és éles fegyver. A kardot hegyével felfelé a magasba emelte, majd ráejtett egy darabka papírt, ami a penge éle mentén rögtön kétfelé vált. Nem nehéz ezek után elképzelni, hogy mi történik akkor, ha valaki nagy erővel lesújt egy ilyen fegyverrel bármire vagy éppen bárkire.

### A meztelen igazság

Tera Tabrizi (balra) és Tia Carrere (jobbra)

A filmből nem hiányzik a szerelmi szál sem, némi meztelenséggel színezve. Az egyik jelenetben a két főszereplő és Minako, az énekesnő Kenner saját maga által épített házában rejtőzik el. A nyomozó a kertben felállított dézsába ereszkedik, hogy a számos viszontagság után megfürödjön. Rövidesen beszáll mellé a vonzó hősnő is, természetesen anyaszült meztelenül. Hivatalos honlapján Lundgren arról nyilatkozik, hogy igazán nagy élmény volt leforgatni ezt a jelenetet a szerepet játszó gyönyörű Tia Carrerével, aki akkor még nem volt túlságosan ismert színésznő. (Ezzel Lundgren valószínűleg arra céloz, hogy dublőz nélkül vették fel a jelenetet Tiával.) Más források – az IMDB-t is beleértve – ugyanakkor azt állítják, hogy nem Carrere vetkőzött, hanem egy bizonyos Tera Tabrizi nevű dublőz. Ezt az állítást maga a film is tulajdonképpen alátámasztja. Az ominózus pillanatok ugyanis félközeliben láthatók, a meztelen Minako arcát azonban hosszú haja ekkor eltakarja, ezért valóban elképzelhető, hogy nem Carrerét vette fel a kamera. (A művésznő egyébként évekkel később ruhátlanul pózolt a Playboy magazin számára. Elsőként az amerikai kiadás 2003. januári számában jelentek meg a fotói.) A jelenet folytatásában Kenner és Minako természetesen a férfi ágyában kötnek ki. Együttlétüket az érkező jakuzák zavarják meg. Kenner a szituációnak megfelelően meztelenül kel fel az ágyból, hogy magához vegye fegyverét. Ahogyan kibújik a takaró alól, egy pillanatra a férfiassága is láthatóvá válik – némileg meglepő módon ezzel kapcsolatban kicsit később Murata tesz elismerő megjegyzést –, illetve csupasz ülepét is mutatja néhány pillanatra a kamera. Carrerével ellentétben Lundgren esetében nem merült fel, hogy dublőr helyettesítette volna ezeken a képkockákon, noha a svéd izomkolosszus belga kollégájával, Jean-Claude Van Damme-mal ellentétben nem tartozik a magamutogató akciósztárok közé. Számos filmje közül csupán még kettőben mutatkozott néhány pillanatra meztelenül: A büntető (1989) című akciófilm elején és végén, amikor a kamera végigszáguld a föld alatti csatornarendszer járatain, és megállapodik a ruhátlanul meditáló főhős arcán, illetve a Hasfelmetsző Jill (2000) című thrillerben, melynek egyik jelenetében a Lundgren alakította főszereplő egy kéjgyilkosnak vélt prostituált csapdájába esik, s fejjel lefelé, megkötözve, meztelenül lóg a teste a mennyezetről.

### Cenzúra
A Leszámolás Kis-Tokióban vetítési ideje eleve nem volt túl hosszú, ennek ellenére a filmet már a premier előtt megrövidítették, ráadásul még csak nem is túl erőszakos képsorokat vágtak ki belőle. Hosszabb volt például a nyitójelenet, a nézők Kenner korábbi társát is megismerhették volna. Nem került be a végleges változatba egy szupermarketben zajló autós üldözés sem. (A film 2008 végéig kiadott DVD-változatai sem tartalmazzák a kivágott jeleneteket, noha e formátum erre lehetőséget adna.) A 79 perces játékidőt számos országban a helyi cenzúra tovább rövidítette a különböző szempontok szerint elrendelt vágásokkal. (A magyar nézők moziban, VHS-en és DVD-n a vágatlan 79 perces verziót láthatták, a hazai kereskedelmi tévék némelyike azonban szintén megvágta a filmet.) A német moziváltozat erősen vágott volt, bár a német közönség DVD-n a cenzúrázatlan verziót vásárolhatta meg. A finnországi verzió rövidítései elég következetlennek mondhatók. Amikor például az egyik jakuza bűnbánatként levágja az ujját, a képsor vágatlanul látható, ám a finn cenzorok kivágták, amikor az öncsonkítással elégedetlen Yoshida ledöfi a férfit, és azt mondja embereinek, hogy „Hozzátok ide nekem a szőke zsaru fejét!” Rövidült a finn változatban a jakuzák fürdőjében játszódó akciójelenet is, illetve az az epizód, melyben Kenner rajtaüt Yoshida házán. A végső összecsapás jelenetét különösen megszabdalták, így a finn közönség egyáltalán nem láthatta, amint az ellenfelek időnként megsebesítik egymást. A finn cenzorok később felülbírálták saját magukat, s egy újabb videokiadáson, illetve DVD-n engedélyezték a teljes változatot. Az angol közönség 9 másodpercről, az amerikai nézők 13 másodpercről maradtak le, ráadásul a rövidítések náluk nem csupán a mozi-, hanem a video- és DVD-változatokra is vonatkoztak.

## Bakik
Bakivadászok számos bosszantó apróságot találtak a filmben. A legfeltűnőbbek a következők:
- Egyes jelenetekben megfigyelhető, hogy a jakuzák tetoválása valójában speciális, bőrszínű ingre festett minta, ugyanis néha gyűrődések jelennek meg az anyagon. (Ez a jelenség mindjárt a főcím alatt megfigyelhető, amikor közelről mutatnak egy kitetovált felsőtestet.)
- A film első felének egyik jelenetében tisztán látható, hogy valójában egy bábu ül abban a kocsiban, amelyik a jelenet végén ripityára törik.
- Az egyik jelenetben Kenner átugrik a feléje robogó autó fölött, de egy pillanatra látható az ugródeszka, amelyről elrugaszkodik.
- A rendőrségen rituális öngyilkosságot elkövető jakuzát egy későbbi jelenetben viszontlátjuk, amikor Yoshida megöli Angelt.
- Amikor Kenner behatol Yoshida házába, kitekeri a nyakát az elsőként megjelenő bűnözőnek, akinek mindkét karja ernyedten lehanyatlik. A következő snittben mégis az látható, hogy a halott férfi egyik karja felemelt helyzetben van, miközben teste kicsúszik a rendőr karjának szorításából.
- A zárójelenet elején Murata azt mondja Minakónak Kenner sebesüléséről, hogy a mellkasába kapott golyó keresztülment barátja testén, ennek ellenére a férfi hátán nem látható a kimeneti seb.
- Kenner és Yoshida végső összecsapásának jelenetében kis ideig úgy látszik, mintha a japán férfi mellkasán lévő tetoválás elkenődött volna, néhány pillanattal később azonban ez a hiba nem észlelhető. (Mint arról szó esett, a színészek tetoválása nem valódi volt.)

## Magyar kritikai visszhang
„Bár a kezdet sem akármilyen, képzelhető, mi történik, amikor kiderül, hogy a japán főgonosz még bohó ifjúként feldarabolta Kenner szüleit. Hullahegyek: amennyire elvetemültek a gonosz erői, annyira érti és élvezi szakmáját a két zsaru. A film kínos lassúsággal elért csúcspontján Kenner összeszorítja fogát, és egy szívtájékra kapott lövedékkel elnyűhetetlen testében, hagyományos japán fegyverekkel mészárolja le ellenlábasát, hogy aztán barátjával és a film szerelmi szálának végén fityegő szép, keleti lánnyal eltűnjön végre a nagy Los Angeles-i éjszakában.”

(Bíró Péter kritikája. In: Filmvilág 1992/1, 60. oldal)

## Főszereplők
| Színész neve                                                 | Szerepbeli név  | A szerep ismertetése                                                               | Magyar hang     |
| ------------------------------------------------------------ | --------------- | ---------------------------------------------------------------------------------- | --------------- |
| Dolph Lundgren                                               | Chris Kenner    | őrmester                                                                           | Jakab Csaba     |
| Brandon Lee                                                  | Johnny Murata   | őrmester                                                                           | Funtek Frigyes  |
| Cary-Hiroyuki Tagawa                                         | Funekei Yoshida | a japán maffia feje, a Bonsai Klub második, és a Vörös Sárkány Sörgyár tulajdonosa | Bezerédi Zoltán |
| Tia Carrere                                                  | Minako Okeya    | énekesnő                                                                           | Ráckevei Anna   |
| Toshirô Obata (Toshishiro Obata néven szerepel a stáblistán) | Sato            | japán maffia                                                                       | Kránitz Lajos   |
| Philip Tan                                                   | Tanaka          | a Bonsai Klub első tulajdonosa                                                     | Perlaki István  |
| Rodney Kageyama                                              | Eddie           | japán maffia                                                                       | Zalán János     |
| Ernie Lively                                                 | Nelson          | nyomozó                                                                            | Várkonyi András |
| Renee Griffin                                                | Angel           | Minako barátnője                                                                   | Orosz Helga     |
| Reid Asato                                                   | Muto            | a japán maffia                                                                     |                 |
| Takayo Fischer                                               | Mama Yamaguchi  | a japán vendéglő tulajdonosa                                                       | Czigány Judit   |
| Simon Rhee                                                   | Ito             | japán maffia                                                                       |                 |
| Vernee Watson-Johnson                                        | Nonnie Russell  | a halottkém                                                                        | Kocsis Mariann  |
| Lenny Imamura                                                |                 | kickbokszoló                                                                       | nem szólal meg  |
| Roger Yuan                                                   |                 | kickbokszoló                                                                       | nem szólal meg  |
| Susan E. Cox                                                 | Mrs. Kenner     | Kenner anyja                                                                       | nem szólal meg  |
| Rick Cramer                                                  | Mr. Kenner      | Kenner apja                                                                        | nem szólal meg  |
| Keith Boldroff                                               |                 | a gyerek Kenner                                                                    |                 |
| Gerald Okamura                                               | Hagata          | a kínzómester                                                                      |                 |